# Primera División Uruguaya 1939
Il campionato era formato da undici squadre e il Nacional vinse il titolo.

## Classifica finale
| Pos. | Squadra              | G  | V  | N | P  | GF | GS | Punti |
| ---- | -------------------- | -- | -- | - | -- | -- | -- | ----- |
| 1    | Nacional             | 20 | 13 | 2 | 5  | 60 | 17 | 28    |
| 2    | Peñarol              | 20 | 13 | 2 | 5  | 56 | 25 | 28    |
| 3    | Montevideo Wanderers | 20 | 7  | 8 | 5  | 33 | 28 | 22    |
| 4    | Liverpool            | 20 | 8  | 3 | 9  | 29 | 31 | 19    |
| 5    | River Plate          | 20 | 6  | 7 | 7  | 25 | 30 | 19    |
| 6    | Defensor             | 20 | 6  | 7 | 7  | 29 | 44 | 19    |
| 7    | Racing Montevideo    | 20 | 6  | 7 | 7  | 28 | 45 | 19    |
| 8    | Central              | 20 | 6  | 6 | 8  | 23 | 42 | 18    |
| 9    | Rampla Juniors       | 20 | 6  | 5 | 9  | 36 | 42 | 17    |
| 10   | Sud América          | 20 | 5  | 6 | 9  | 36 | 37 | 16    |
| 11   | Bella Vista          | 20 | 5  | 5 | 10 | 27 | 41 | 15    |

G = Partite giocate; V = Vittorie; N = Nulle/Pareggi; P = Perse; GF = Goal fatti; GS = Goal subiti; 

### Spareggio per il titolo
- Nacional-Peñarol 3-2

## Classifica marcatori
| Gol |  |  | Giocatore     | Squadra  |
| --- |  |  | ------------- | -------- |
| 22  |  |  | Atilio García | Nacional |